# Selysioneura thalia
Selysioneura thalia – gatunek ważki z rodziny Isostictidae.